# Kantoni u Francuskoj
Kanton (francuski: canton) ja administrativno područje u Francuskoj na koje se dijele departmanski okruzi.

## Uloga i uprava
Glavna uloga kantona se najviše očituje u regionalnim izborima. Svaki kanton izabire svog predstavnika u generalnom vijeću svog departmana (osim Pariza, gdje se izbori vrše drugačije, tamo se 20 gradskih (općinskih) okruga ponekad smatraju kantonima iz statističkih razloga).
Kantoni se obično sastoje od više općina. U glavnom gradu kantona (chef-lieu) se obično nalaze upravne zgrade (kao žandarmerija i sl.)
Povijesno, kantone su nazivali justices de paix.

## Povijest
Kantoni su stvoreni 1790. godine, u isto vrijeme kad i departmani. Njihovo stvaranje je proglasilo Revolucionarni odbor za podjelu teritorija (Comité de Division du territoire). U početku je njihov broj bio veći nego danas (od 40 do 60 po departmanu).
U početku su bili okupljeni u distrikte, da bi se od 1800. organizirali u okruge.
Od 20. siječnja 1801. godine, njihov broj je drastično smanjen zakonom Loi portant réduction du nombre de justices de paix. Kada je vlada odobrila ovaj zakon, objavljen je u Bulletin des Loisi danas čini temelj za teritorijalnu podjelu Francuske.
Tijekom godina, broj kantona se mijenjao, kantoni s malim brojem stanovnika su ukidani, a područja s rastućim brojem stanovnika su podjeljivana u nove kantone.

## Statistika
Broj kantona varira od departmana do departmana. Departman s najmanjim brojem kantona je Territoire de Belfort koji ima 15 kantona. Departman Nord ima 79 kantona. Ukupno u Francuskoj postoji 4.039 kantona, od kojih su 156 u prekomorskim departmanima. Otok Mayotte čija je uprava slična departmanskoj je također podijeljen u 19 kantona.

## Vanjske poveznice
- Razvitak francuskih kantona (fr.)

|  | Portal Francuske – Pristup člancima s tematikom o Francuskoj. |